# Peter Underwood
Peter George Underwood (10 tháng 10 năm 1937 – 7 tháng 7 năm 2014) là một luật gia người Úc và là thống đốc Tasmania từ năm 2008 cho đến khi qua đời vào năm 2014. Ông là thẩm phán từ năm 1984 và là Chánh án của Tòa án tối cao Tasmania từ năm 2004 đến năm 2008.

## Cuộc sống
Peter Underwood được sinh ra vào năm 1937 tại Vương quốc Anh. Sau đó ông chuyển qua Úc sinh sống vào năm 1950. Ông từng phục vụ trong Hải quân hoàng gia Úc. Ông tốt nghiệp Đại học Tasmania vào năm 1960, và hành nghề luật tại Hobart cho các công ty luật Murdoch, Clarke, Cosgrove và Drake. Ông là một người ủng hộ sự phân biệt trong hơn hai mươi năm. Ông được bổ nhiệm làm Thẩm phán của Tòa án Tối cao vào tháng 8 năm 1984.
Ông giảng dạy tại trường Cao đẳng Luật của Anh tại Hồng Kông và Luân Đôn. Underwood đã có một sự quan tâm đặc biệt trong việc cải cách thủ tục dân sự. Ông là người tiên phong trong việc quản lý hồ sơ ở Tasmania vào năm 1989 và đã có công trong việc phát triển và sử dụng các công nghệ như là một công cụ để giúp đỡ các hoạt động tư pháp.
Ông cũng từng là chủ tịch Ủy ban điều hành Hội đồng Thống đốc của Trường Friends (1989-1994), và là chủ tịch hội đồng quản trị của dàn nhạc giao hưởng Tasmanian (1997 – 2006).
Năm 2001, ông được ghi nhận những công lao của mình cho giáo dục, pháp luật, nghệ thuật và hành chính tư pháp và trở thành một tiến sĩ luật học .
Ông được bổ nhiệm vào chức vụ Chánh án của Tòa án tối cao Tasmania vào ngày 2 tháng 12 năm 2004.
Underwood là phó chủ tịch của Lực lượng Quốc phòng Úc và là chủ tịch của Học viện Hành chính tư pháp Úc từ năm 2002 đến tháng 9 năm 2004.
Ngày ngày 3 tháng 3 năm 2008, Thủ tướng Paul Lennon công bố việc bổ nhiệm Peter Underwood là Thống đốc Tasmania, và ông tuyên thệ nhậm chức vào ngày 02 tháng 4 năm 2008 . Ngày 24 tháng 9 năm 2012, nhiệm kỳ của Underwood đã được kéo dài đến ngày 01 tháng 4 năm 2016.

## Cái chết
Peter Underwood đã qua đời trong văn phòng vào ngày 7 Tháng 7 năm 2014. Ông đã trải qua một quá trình vào đầu tháng 6 năm 2014 để loại bỏ một khối u thận, và đã trở lại làm việc vào cuối tháng Sáu. Tuy nhiên căn bệnh tái phát vài ngày sau đó.